# Horace Pippin

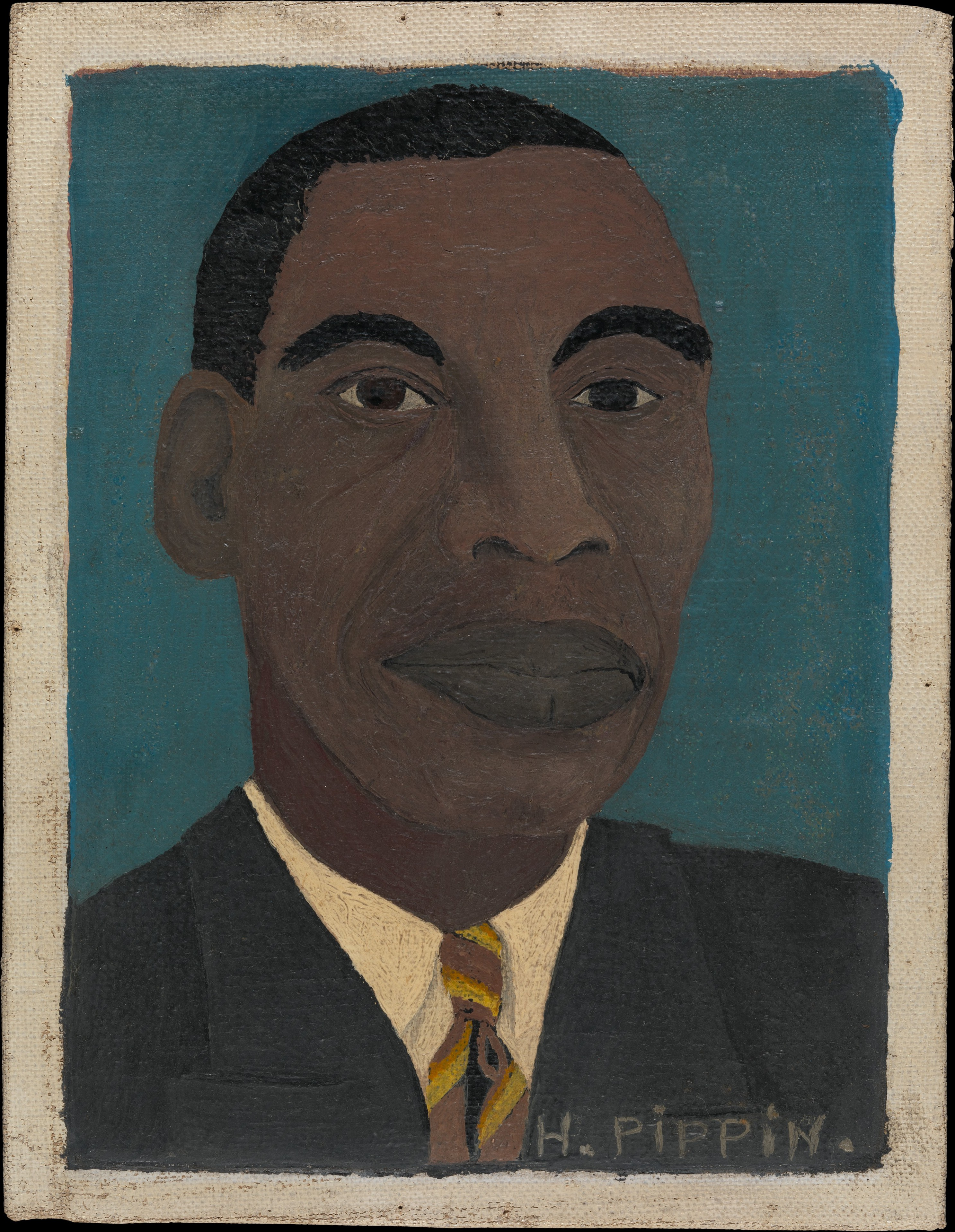
Selbstporträt (1944)

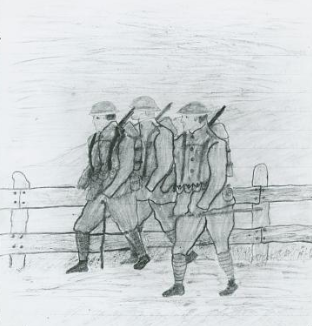
Horace Pippin: Three Soliders on March, War Diary Notebooks

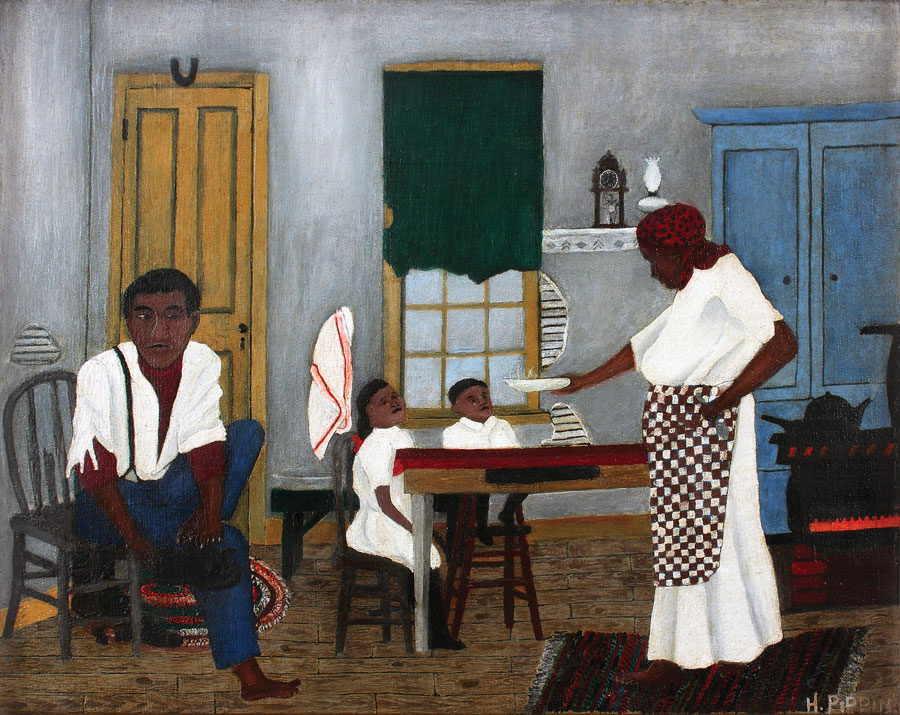
Sunday Morning Breakfast (1943)

Horace Pippin (geboren 22. Februar 1888 in West Chester, Pennsylvania; gestorben 6. Juli 1946 ebenda) war ein schwarzer US-amerikanischer naiver Maler.

## Leben
Horace Pippin wurde in armen Verhältnissen geboren und wuchs im Klima der rassistischen Unterdrückung der Zeit nach Abschaffung der Sklaverei auf. Seine Familie zog 1891 nach Goshen, New York, und 1903 verließ Horace Pippin die Schule, um als Portier zu arbeiten und seine verwitwete Mutter zu unterstützen.
Bereits mit zehn Jahren begann er, Bilder mit biblischen Themen zu malen. Nachdem seine Mutter 1911 gestorben war, ging Pippin nach Paterson, New Jersey, wo er verschiedene Arbeiten als Packer und Gießer ausübte. 1917 meldete er sich zur Armee und wurde als Infanterist nach Frankreich an die Front des Ersten Weltkrieges geschickt. Dort wurde seine rechte Schulter von einem deutschen Heckenschützen zerschossen; zeitlebens war Pippin durch den unbeweglichen Arm behindert. Aus dem Krieg brachte er ein Skizzenbuch mit Zeichnungen mit, die als sein frühestes Werk überliefert sind. 
1920 heiratete Pippin die Witwe Jenny Wade, die einen Sohn hatte. Sie eröffneten eine Wäscherei, deren Einkünfte der Familie zusammen mit Pippins unauskömmlicher Rente den Lebensunterhalt ermöglichte. 1928 begann er zu malen und avancierte zu einem der berühmtesten naiven amerikanischen Maler, der mit Henri Rousseau (1844–1910) verglichen wurde. Er entwickelte eine Maltechnik, bei der sein (beweglicher) linker Arm den kraftlosen rechten Arm unterstützte und führte, während die rechte Hand den Pinsel hielt. Horace Pippin starb am 6. Juli 1946 während des Schlafs durch einen Schlaganfall.
Eines seiner letzten vollendeten Werke ist das Bild Die Versuchung des Heiligen Antonius (1946), das er für den Bel-Ami-Wettbewerb malte. 1974 zeigte das Delaware Art Museum in Wilmington in einer Ausstellung über naive Kunst Gemälde von den Autodidakten Ida Ella Ruth Jones und Horace Pippin.

## Werke
- The End of War, 1928/30
- Amish Letter Writer, 1940, Öl auf Leinwand, 12 × 20 1/8 inches
- Christ Before Pilate, 1941, Öl auf Leinwand, 20 × 24 inches
- John Brown Going to His Hanging, 1942, Öl auf Leinwand, 24 1/8 × 30¼ inches
- The Crucifixion, 1943, Öl auf Leinwand, 16 × 20 inches
- The Greatest Temptation of Saint Anthony, 1946, Öl auf Leinwand, 91,4 × 121,9 cm